# Victor Kaluza
Victor Michael Kaluza (* 10. September 1896 in Lowkowitz, Landkreis Kreuzburg O.S., Provinz Schlesien; † 24. Oktober 1974 in Holzkirchen, Oberbayern) war ein deutscher Lehrer sowie Jugend- und Sachbuchautor.

## Leben
Victor Kaluza wuchs zweisprachig auf. Seine Eltern waren Simon Kaluza und Agnes, geborene Bocionek. Der Vater war väterlicherseits mit Johann Dzierzon, dessen Großmutter Maria Kaluza hieß, verwandt. Nachdem der Vater ein Gasthaus im Landkreis Tost-Gleiwitz gepachtet hatte, zog die Familie von Lowkowitz in das Dorf Schwieben um.
Nach dem Abschluss der Volksschule bildete sich Kaluza zunächst an der Präparandenanstalt und dann am Lehrerseminar in Oberglogau zum Lehrer fort. Als der Erste Weltkrieg begann, meldete er sich Ende 1914 als Kriegsfreiwilliger, kämpfte an der Westfront und geriet am 20. Juli 1916 in die französische Kriegsgefangenschaft, wo er als prisonnier de guerre nr. 3137 drei Jahre und 225 Tage verbrachte. Nach der Entlassung trat am 3. März 1920 die Heimreise nach Oberschlesien an. Am 1. September 1910 legte er in Oberglogau Lehrerprüfung ab und wurde als Lehrer in Schwieben angestellt. Ab dem 22. Oktober 1921 lehrte er in der Volksschule in dem Walddorf Latscha und legte am 22. März 1923 die zweite Lehramtsprüfung ab. Im gleichen Jahr heiratete er Helena Kohn, die 1924 die Tochter Sonia gebar. In Latscha gründete er ein Schultheater und eine Freilichtbühne, für die er die Bühnenwerke Der Spuk von der Waldschenke und Eine oberschlesische Hochzeit schrieb.
Das erste Buch Narrenmühle. Oberschlesischer Humor veröffentlichte er im Jahr 1922 in Gleiwitz. Es folgten fünf Bücher sowie Novellen, Kurzgeschichten, Erzählungen mit Erinnerungen aus der schlesischen Heimat und aus der Kriegszeit samt Gefangenschaft. Mit dem Buch Kumpel Janek schuf er die Figur eines heimatlichen Eulenspiegels. Es erschienen erste Publikationen in der Kulturzeitschrift Der Oberschlesier und für die Radiosendung Schlesische Funkstunde in Breslau. Er wurde ein Mitglied in der Vereinigung Oberschlesischer Schriftsteller und trat der Sozialdemokratischen Partei Deutschlands (SPD) bei. In den Jahren 1928 bis 1932 trat er mehrmals als Autor im Studio beim Sender Gleiwitz auf. Am 23. Januar 1930 wurde er in der Gemeindewahlen als Kandidat der SPD zum Gemeindevorsteher von Latscha gewählt. Am 12. 1933 März wurde er wiedergewählt.
Am 9. März 1930 wurde ihm in der Aula der Realschule in Beuthen der Eichendorffpreis aus dem Jahr 1929 für die Erinnerungen PG 3717 – In französischer Kriegsgefangenschaft übergeben. Nach 1933 trat er der Reichsschrifttumskammer (RSK) bei.
Sowohl die SPD-Mitgliedschaft als auch die jüdische Abstammung der Ehefrau wurden der Familie zum Verhängnis. Im April 1933 wurde Victor Kaluza durch die NS-Machthaber als „politisch unzuverlässig“ aus dem Amt des Gemeindevorstehers entfernt. Ab dem 1. Februar 1934 wurde er als Lehrer von Latscha nach Gieraltowitz im Landkreis Cosel strafversetzt. Karl Schodrok, Herausgeber der Kulturzeitschrift Der Oberschlesier, schützte ihn im Jahr 1936 vor dem Hinauswurf aus der Reichsschrifttumskammer. Am 1. April 1938 wurde Victor Kaluza im Alter von 41 Jahren zwangspensioniert.
Danach übersiedelte Victor Kaluza mit seiner Familie nach Bad Kudowa im Landkreis Glatz, wo er unter der Polizeiaufsicht stand. Im Jahr 1941 veröffentlichte er das Buch Kamerad Malheur. Eine Gefangenschaft und 1943 Lausbübeleien. Dorfjungentage. 1944 mussten er seine Familie Zwangsarbeit leisten. Als im Mai 1945 die Rote Armee Bad Kudowa besetzte, war Victor Kaluza ein Mitarbeiter der dortigen Stadtverwaltung. Nach Kriegsende war er Mitglied des Jüdischen Hilfskomitees in Glatz. Am 1. August 1946 wurde die Familie aus der Volksrepublik Polen vertrieben. Über die Oder-Neiße-Grenze kam sie in der Britischen Besatzungszone an und lebte in Oelde im Münsterland.
Nach dem Zweiten Weltkrieg wurden die Bücher PG 3717. In französischer Kriegsgefangenschaft und Kammerad Malheur in der Sowjetischen Besatzungszone auf die Liste der auszusondernden Literatur gesetzt.
Um die Jahre 1947/48 zog die Familie nach Holzkirchen, wo er zuerst als Lehrer, und ab April 1956 als Oberlehrer unterrichtete. Er führte Briefwechsel mit der Schwester Cilly Kaluza, die als Flüchtling nach Gifhorn kam und um 1958 in Bünde wohnte. In Holzkirchen wirkte Victor Kaluza ebenfalls am kulturell-gesellschaftlichen Leben mit. Er betätigte sich wieder als Autor, wurde SPD-Stadtrat für den Bereich Schulwesen und Kultur, gründete im Jahr 1950 die Holzkirchener Volkshochschule sowie die Zeitung Turmhahn, deren Schriftleiter er ab 1952 wurde. Er war ein Mitglied beim Verband Deutscher Schriftsteller (VS). Nach der Emeritierung im Februar 1960 war er eine Zeit lang als Visiting Instructor an der Baker University in Baldwin City, Kansas tätig.

## Ehrungen
- Eichendorffpreis für das Buch PG 3717 – In französischer Kriegsgefangenschaft (1929/30)
- Ehrenurkunde des Wangener Kreises (1971)
- Bundesverdienstkreuz am Bande (2. Juni 1972)[4]

## Würdigungen
- postum: Victor-Kaluza-Straße in Holzkirchen[5]

## Werke

### Bücher
- PG 3717. In französischer Kriegsgefangenschaft. Avalun-Verlag, Hellerau bei Dresden 1930.
- Das Buch vom Kumpel Janek. P. Kupfer, Breslau 1935.
- Kamerad Malheur. Eine Gefangenschaft. Duncker, Weimar 1941.
- Lausbübeleien. Dorfjungentage. Duncker, Weimar 1943.
- Und einer hieß Schelldupek. Oberschlesische Dorfjungen. Oberschlesischer Heimatverlag, Augsburg 1967.

### Novellen und Kurzgeschichten
- Narrenmühle. Oberschlesischer Humor. Heimatverlag Oberschlesien, Gleiwitz 1922.
- Meine Flucht nach Spanien. Novelle. Verlag Volk und Heimat, Hindenburg 1925.
- Der Grillengarten. Priebatsch, Breslau 1926.
- Kunterbunte Förderschale oberschlesischer Humore. C. Cieslik, Peiskretscham 1927.
- Die Reise nach Magdeburg. Erzählung. 1927.
- Die Reise nach Lowkowitz. Ein Bericht über den Bienenvater Dzierzon. 1931.
- Grüß Dich, Dürrbeendl! Geschichten von Vorgestern. Verlag Hausham, Bonn 1953.
- Geschichten aus dem grasgrünen Wald. Altberliner Verlag Groszer, Berlin 1961.
- Notizen eines Waldläufers. Es ist nicht immer ein Reh, was über die Schneise wechselt. Verlag Martin Glasl, Hausham 1966.
- Zacharias Zitterbart. Der Lebenslauf eines Poeten einem kleinen Mädchen erzählt. Oberschlesischer Heimatverlag, Augsburg 1971.
- Die Große Heuscheuer. Bergfahrt auf Goethes Spuren. 1986.
- Tabakierka für verschnupfte Leute.

### Theaterstücke
- Der Spuk von der Waldschenke
- Eine oberschlesische Hochzeit